# 翁比林煤礦
翁比林煤礦位於印度尼西亚西苏门答腊省的沙哇倫多，它位於巴里桑山脈當中的山谷，在該省首府巴東東北方約70公里處。荷蘭地質學家威廉·亨德里克·德·格雷夫在19世紀中葉在此地發現該地區有巨大的煤炭開採潛力，於1876年開始開採煤矿，為東南亞歷史最悠久的煤礦。翁比林煤礦現由印度尼西亞國有煤炭企業武吉亞參煤炭公司所有，於2017年停止開採，並轉型以觀光旅遊為主要經濟活動。該礦區以及其運輸用的鐵路、港口儲藏設施在2019年以「沙哇倫多的翁比林煤礦遺產」名稱列入世界遺產，為印度尼西亞第五個文化遺產。
翁比林煤礦於19世紀末至20世紀初由荷屬東印度政府建設，用以開採蘇門答臘此偏遠地區的優質煤炭。該地區的歷史與文化價值在於第二次工业革命時期，歐洲強權將工業技術用於其殖民地的良好範例。其採用當時最先進的採礦技術如礦井深孔垂直掘進、機械洗礦分選等；建構複雜的一貫作業生產網路，從礦區開採、初級處理、鐵路運輸至港口載運；並建置了一座設施齊全的現代採礦小鎮，可供約七千人生活，包含住房、伙食、健康、教育和娛樂設施。翁比林煤礦遺產是一個能夠進行高效的採礦、加工、運輸和出口煤炭的綜合體系。

## 沿革

### 歷史背景
1867年，荷蘭地質學家威廉·亨德里克·德·格雷夫在翁比林河河谷發現有巨大開採潛力的煤炭礦源。1876年開始開採煤礦，1892年，鐵路建成後，開始進行露天開採。在印度尼西亚独立革命之前，此煤礦的產量在1930年達到頂峰，年產量超過62萬噸。該礦場的礦工包含當地招募的工人，以及來自爪哇與蘇門答臘的囚犯，這些囚犯以鎖鏈鎖著腿、手和脖子運到礦場。該礦區的煤炭生產量可以滿足荷屬東印度90%的能源需求。
1942－1945年間，煤礦由日本控制。1945年以後，煤礦由印度尼西亞政府管理，煤礦產量在1976年達到頂峰，當年度產量為120.1萬噸。露天礦場營運至2002年後停止開採，之後地下礦場持續營運，該地下礦場由印度尼西亞國有煤炭企業武吉亞參煤炭公司（PTBA）所有，中国技术进出口总公司（CNTIC）經營，年煤炭產量為50萬噸。地下礦場持續營運至2017年，因礦源逐漸枯竭，不符經濟效益而停止開採。

### 現況
翁比林煤礦在2015年被印度尼西亞政府列入世界遺產預備名單，展開相關設施維護工作，該文化遺產受到《印度尼西亞2010年第11號法令》（文化遺產法）以及《印度尼西亞2007年第26號法令》（空間管理法）保護。地方政府規劃以遺產旅遊作為該地區的主要經濟活動。地方政府已制定管理計畫，以確保在持續保護文化遺產之下，促進當地經濟發展。印度尼西亞鐵路公司修復當地鐵路，提供具豐富歷史背景的懷舊鐵道旅遊。當地已設立一座遊客中心、七座博物館。在翁比林煤礦博物館遊客可以在那裡了解歷史背景、採礦的工具。礦坑中裝置了充足的照明與通風設備供遊客參觀，另可參觀工人宿舍和過濾煤炭的的設施。

## 世界遺產登錄與設施介紹
第43屆「世界遺產委員會」會議2019年6月至7月於阿塞拜疆首都巴库召開，由印度尼西亞申報的項目「沙哇倫多的翁比林煤礦遺產」經大會通過，成為印度尼西亞第五個入選的文化遺產，世界遺產編號為1610。
该世界遗产被认为满足世界遺產登錄基準中的以下基準而予以登錄：
- （ii）在某期间或某种文化圈里对建筑、技术、纪念性艺术、城镇规划、景观设计之发展有巨大影响，促进人类价值的交流。
- （iv）关于呈现人类历史重要阶段的建筑类型，或者建筑及技术的组合，或者景观上的卓越典范。

「沙哇倫多的翁比林煤礦遺產」世界遺產包含12個項目，其可區分成A、B、C三個區域。A區包括編號1610-001至1610-006之6個項目，其為翁比林煤礦的礦場，包括露天礦場與眾多如迷宮般的地下礦坑，以及礦場的相關設施；B區包括編號1610-007至1610-011之5個項目，其包含長度約155公里的鐵路，以及鐵路經過的火車站、橋樑，鐵路的用途為將礦區開採的煤炭運至海岸邊的港口；C區僅有一個項目1610-012，其為位於蘇門達臘西部鄰近印度洋沿岸的港口直落峇育港，煤炭暫存放在港口邊的儲煤場，以運送至荷屬東印度其他地區與歐洲。
| 世界遺產編號 | 名稱                                        | 所在地                      | 保護範圍   | 緩衝範圍     |
| ------------ | ------------------------------------------- | --------------------------- | ---------- | ------------ |
| 1610-001     | 雙溪榴槤（Soengai Doerian）礦場             | N0°40'39.01" E100°46'39.26" | 7.91公頃   | 3,451.38公頃 |
| 1610-002     | 礦業學校                                    | N0°40'27.3" E100°46'0.001"  | 0.34公頃   | 3,451.38公頃 |
| 1610-003     | 選煤場                                      | S0°40'48.06" E100°46'34.2"  | 12.6公頃   | 3,451.38公頃 |
| 1610-004     | 翁比林鐵路                                  | S0°41'1.93" E100°46'37.02"  | 10.89公頃  | 3,451.38公頃 |
| 1610-005     | 公司鎮區                                    | S0°40'54.93" E100°46'44.61" | 32.94公頃  | 3,451.38公頃 |
| 1610-006     | 沙叻（Salak）發電廠和拉尼特（Ranith）水泵站 | S0°38'6" E100°46'8.75"      | 18.14公頃  | 3,451.38公頃 |
| 1610-007     | 鐵路系統                                    | S0°45'59.85" E100°44'16.36" | 173.27公頃 | 3,591.23公頃 |
| 1610-008     | 峇都打峇（Batu Tabal）火車站                | S0°32'38.27" E100°31'22.72" | 0.83公頃   | 3,591.23公頃 |
| 1610-009     | 巴東班讓（Padang Pandjang）火車站           | S0°27'49.22" E100°23'42.41" | 3.69公頃   | 3,591.23公頃 |
| 1610-010     | 丁宜（Tinggi）橋                            | S0°28'33.14" E100°22'1.16"  | 0.15公頃   | 3,591.23公頃 |
| 1610-011     | 加尤打南（Kayu Tanam）火車站                | S0°32'52.27" E100°19'52.11" | 1.29公頃   | 3,591.23公頃 |
| 1610-012     | 儲煤場                                      | S0°59'30.1" E100°22'49.55"  | 6.13公頃   | 314.31公頃   |

## 圖集

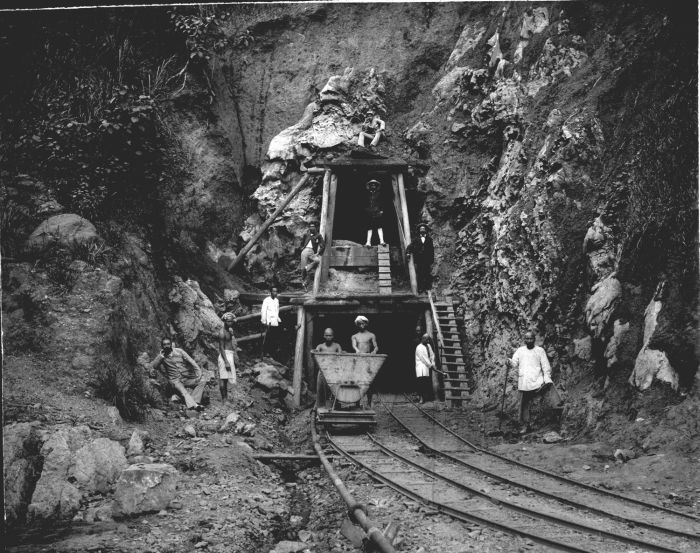
翁比林煤礦的地下礦坑入口，約攝於1900年
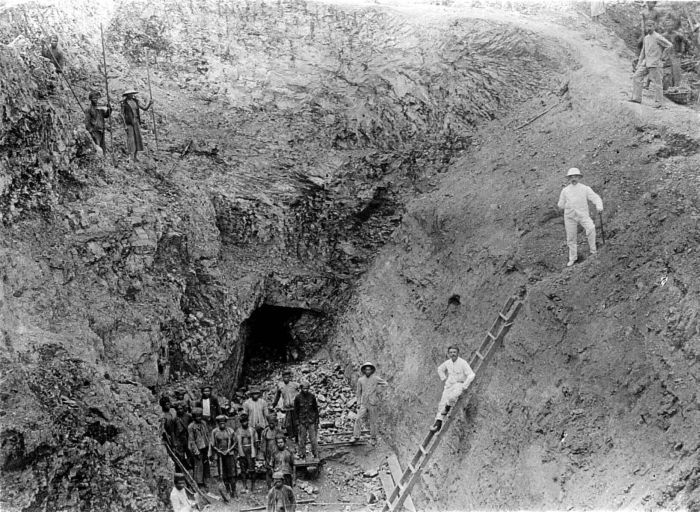
翁比林煤礦的採礦工人，拍攝日期不明
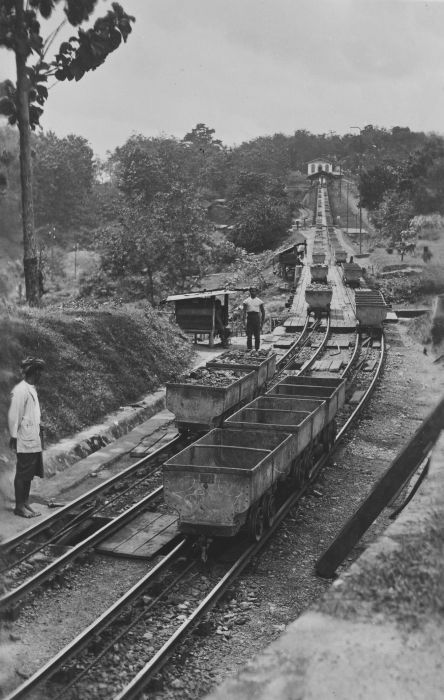
翁比林煤礦的營運情況，攝於1915－1930年間
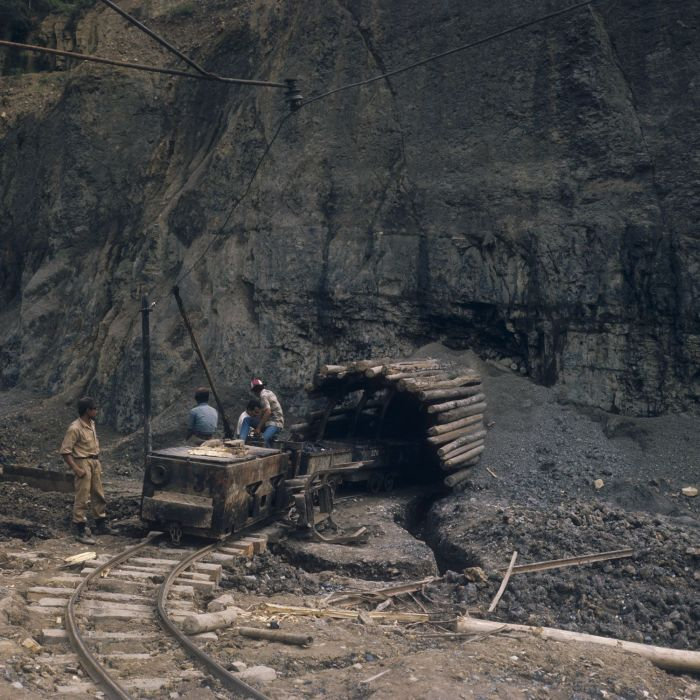
翁比林煤礦的營運情況，攝於1971年
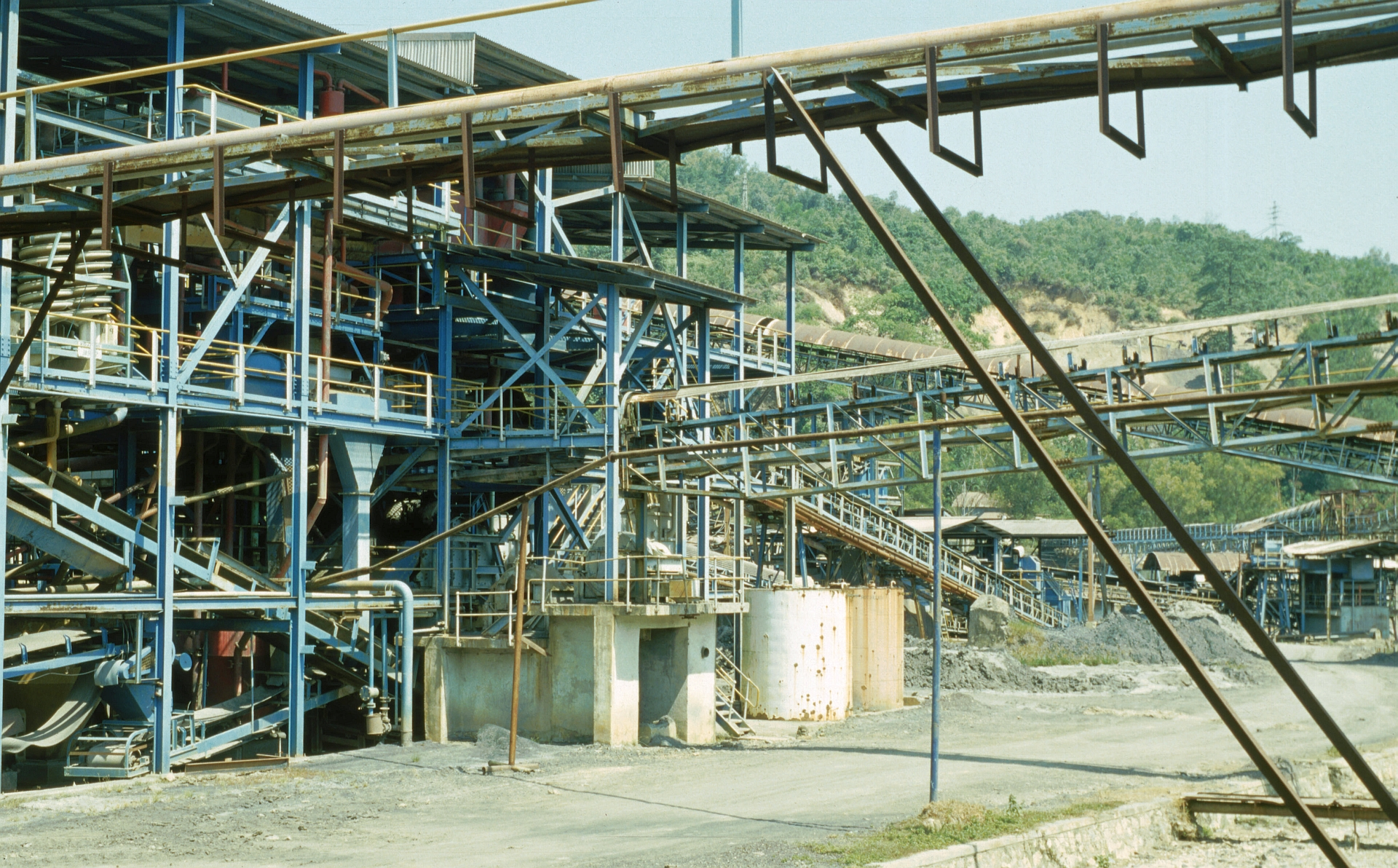
翁比林煤礦的設施，攝於2003年

## 外部連結
- （英文）世界遺產翁比林煤礦官方網站 （页面存档备份，存于）